# Gun Röring
Gun Röring (Umeå, 17 de junho de 1930 - Umeå, 17 de março de 2006) foi uma ginasta sueca. Esteve na equipe sueca responsável por garantir a medalha de ouro para o país nos Jogos Olímpicos de Verão de 1952 na categoria de aparelhos portáteis.

## Biografia
Röring nasceu na cidade de Umeå, localizado na província de Västerbotten, no ano de 1930. Iniciou seus treinos em sua cidade natal, na academia de ginástica GF Ryck, atual Umeå Gymnastikförening.
Ganhou notoriedade no esporte no ano de 1952, ao disputar os Jogos Olímpicos de Verão daquele ano, realizados em Helsínquia, na Finlândia. Naquela edição, Röring integrou a equipe sueca juntamente com Karin Lindberg, Göta Pettersson, Evy Berggren, Ann-Sofi Pettersson, Ingrid Sandahl, Hjördis Nordin e Vanja Blomberg, responsáveis por garantir a medalha de ouro para o país na categoria de aparelhos portáteis. Nessa edição o selecionado sueco superou países como a União Soviética e a Hungria, que completaram o pódio da categoria.
Ainda nessa edição, disputou modalidades individuais. Na categoria Individual geral feminina ficou em vigésimo terceiro lugar. No solo, ficou em vigésimo lugar, empatando com a ginasta checa Alena Chadimová. Na trave, ficou em vigésimo segundo lugar, ficando empatada novamente com a checa Chadimová.

### Morte
Röring morreu em Umeå, sua cidade natal, aos setenta e cinco anos de idade.